# شهرستان پوکوت غربی
شهرستان پوکوت غربی (به لاتین: West Pokot County) یک شهرستان در کنیا است. شهرستان پوکوت غربی ۸٬۴۱۸٫۲ کیلومتر مربع مساحت و ۶۲۱٬۲۴۱ نفر جمعیت دارد.